# Baškovce (powiat Sobrance)
Baškovce – wieś (obec) na Słowacji położona w kraju koszyckim, w powiecie Sobrance. Pierwsze wzmianki o miejscowości pochodzą z roku 1427.
Według danych z dnia 31 grudnia 2012, wieś zamieszkiwało 249 osób, w tym 127 kobiet i 122 mężczyzn.
W 2001 roku pod względem narodowości i przynależności etnicznej 99,63% mieszkańców stanowili Słowacy, a 0,37% Czesi.
Ze względu na wyznawaną religię struktura mieszkańców kształtowała się w 2001 roku następująco:
- Katolicy rzymscy – 32,71%
- Grekokatolicy – 64,68%
- Ateiści – 0,74%
- Nie podano – 1,86%